# Chošúdský chanát
Chošúdský chanát (mongolsky Xoшуудын хаант улс) byla jedna z posledních nomádských říší. Rozkládala se na území provincie Amdo v Tibetu. Chanát existoval od první poloviny 17. století zhruba sto let.

## Historie

### Původ
Po pádu mongolské dynastie v r. 1368 začal dlouhodobý střet mezi východními (chalšskými) a západními (ojratskými) Mongoly, který měl za následek postupné vytlačování Ojratů na západ. Ojratské kmeny (Chošúdi, Čorosové, Torguti a Dörvöti) sdružené v kmenový svaz „Čtyři Ojraté“ přimkly k sobě i některé menší kmeny (např. Chojty) a postupně se stávaly dominantní silou oblasti mezi Balchašem a Bajkalem, kde kočovaly.
Na začátku 17. století byli Ojraté vytlačeni až do dnešního východního Kazachstánu a jejich původní rodové struktury se začínaly rozpadat. V té době Torguti sídlili podél severních přítoků Irtyše, Išimu a Tobolu, a byli nejzápadnějším mongolským kmenem. Na druhé straně Chošúdi byli nejvýchodnějším ojratským kmenem, usídleným u jezera Zajsan a podél dolního toku Irtyše. Sousedili s Chalchy, kteří jim nedovolovali obchodovat v čínských pohraničních městech. Mezi výše uvedenými dvěma kmeny byli uzavřeni Čorosové, Dörvöti a Chojtové, společně nazýváni Džungaři, kteří pod vedením Čorosů začali počátkem 17. století přebudovávat svoji moc. Se sjednocováním a upevňováním centrální moci nesouhlasili svobodomyslní Ojraté a část jich roku 1618 migrovala do Ruska k povodí Volhy, odkud jsou známi pod jménem Kalmykové.

### Vznik
Roku 1634 převzal vládu náčelník Erdeni Bátúr a jeho cílem bylo Ojraty ještě více stmelit. Proto vyhlásil r. 1635 Džúngarský chanát. Ovšem převážná část Chošúdů se těmto snahám vzepřela a pod vedením nojona Törü Bajchua odešla na jih. Během migrace Törü Bajchu vytlačil z oblasti jezera Kukunor zbytky Tümedů, což byli jižní Mongolové usazení zde od dob Čingischána. V bojích o Amdo v r. 1637 porazil Chalchy a postupoval dále na tibetskou planinu, kde se v r. 1639 prohlásil za Güš chána a založil tak vlastní chanát.

### Obsazení Tibetu

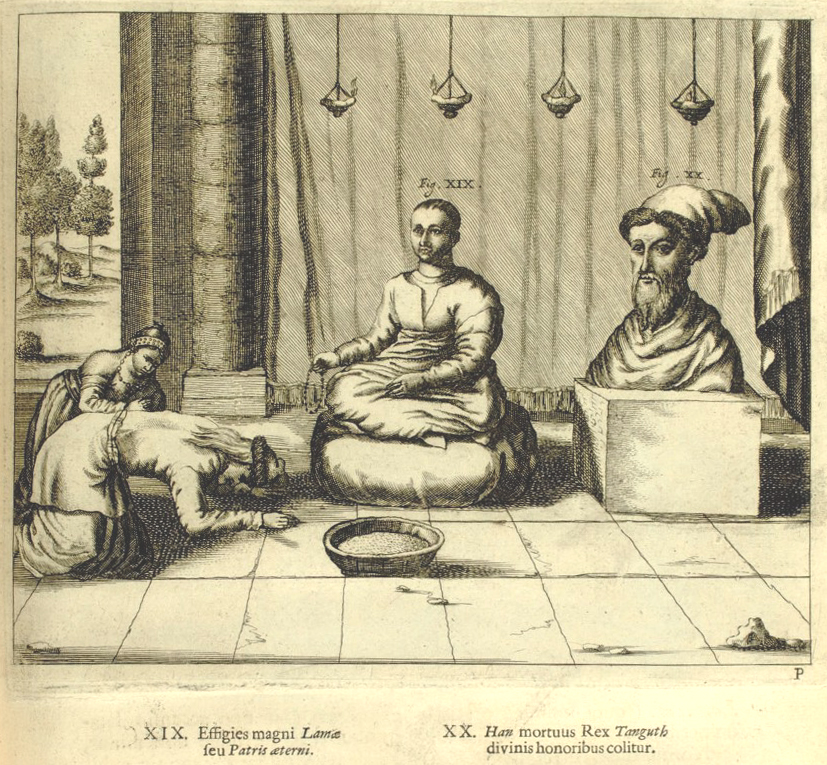
Johann Grüber (1661): Socha Güš chána vedle sochy dalajlámy v Potále

Na žádost Sonama Čöphela, který býval tajemníkem 4. dalajlámy a rozpoznal 5. dalajlámu, vytáhl po přípravě Güš chán v r. 1640 do Tibetu. Nejdříve dobyl Kham a po vítězství u Žikace nad králem Ü-Cangu v r. 1642 dovršil Güš chán sjednocení celého Tibetu. Chošúdové pomohli příznivcům školy Gelugpa k získání rozhodujícího postavení v Tibetu a 5. dalajláma po vítězství prohlásil Güš chána králem Tibetu. Güš zemřel v r. 1655 a zanechal po sobě 10 synů. Svým nástupcem jmenoval Džichšichu Mergena, který přijal titul Dajan chán, a ostatním synům přidělil menší úděly v Amdu u jezera Kukunor. Dajan chán neprojevoval velký zájem o vládu v Tibetu a nakonec jmenoval za sebe regenta.

### Druhá polovina 17. století
Za vlády Dajan chána (1655-1668) Chošúdové kočovali převážně v provincii Amdo a i po přilehlých územích ostatních tibetských provincií. Zejména ti, co se usadili, byli tibetizováni. Na rozdíl od okolních zemí zde vládl v uvedeném období mír. To se projevilo v období, kdy vládl Dajanův syn Puncug Radna, který přijal titul Dalaj chán. Tehdy do Chošúdského chanátu začalo migrovat mnoho Ojratů z Džúngarska zmítaného válkami. Tím byl chanát zatažen do války, džúngarský chán Galdan vpadl v r. 1697 do Amda a Chošúdský chanát porazil. Porážka přiměla Dalaj chána odcestovat do Pekingu a tam se osobně poddat čínskému císaři. V r. 1701 nastoupil po smrti Dalaj chána jeho syn Dandin Vangdžal.

### Lhabzang chán

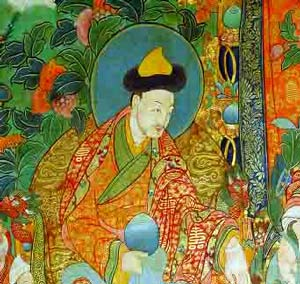
Lhabzang jako poslední chošúdský král Tibetu

Lhabzang byl synem Dalaj chána a k moci se dostal tak, že v r. 1703 otrávil svého bratra. V r. 1705 se svolením čínského císaře vtrhl do Tibetu, aby svrhl 6. dalajlámu. Záminkou mu byl dalajlámův skandální život. Lhabzang chán porazil tibetského regenta, dalajlámu zajal a dal deportovat do Číny. Poté 26. června 1706 instaloval Lhabzang chán nového 6. dalajlámu s tvrzením, že teprve nyní jde o pravou reinkarnaci 5. dalajlámy. Vyznavači školy Gelugpa odmítli přijmout tohoto dalajlámu, ovšem původní dalajláma na cestě 15. listopadu zemřel, nebo spíše byl zavražděn. Představitelé školy Gelugpa pozvali na pomoc džúngarského chána Cevana Rabtana a ten v r. 1716 s 6 000 muži vtáhl do Tibetu. V r. 1717 Džúngaři u Lhasy Chošúdy porazili a Lhabzanga zabili.

### Zánik
Po smrti Lhabzanga zamezil císař nástupu nového chána a zavedl v Amdu správu jako v čínských provinciích. Proti tomuto zřízení se Chošúdi v r. 1723 vzbouřili, ale byli poraženi.